# Bez cukru (film)
Bez cukru (hindi Cheeni Kum) – indyjski film w języku hindi z 2007 roku w reżyserii debiutanta R. Balki, opowiadający niekonwencjonalną historię miłości między starzejącym się mężczyzną (Amitabh Bachchan) i o 30 lat młodszą od niego kobietą (Tabu).

## Fabuła
64-letni samotnik Buddhadev Gupta (Amitabh Bachchan) prowadzi w Londynie renomowaną restaurację indyjską "Spice6". Szorstki wobec swojej uzależnionej od seriali telewizyjnych matki (Zohra Sehgal), z którą mieszka. Surowy wobec swoich pracowników, którym nie daje prawa do błędu wygłaszając im przemówienia o gotowaniu jako sztuce i zaszczycie pracy w „najlepszej indyjskiej restauracji Londynu”. Ze swojej pompatyczności i surowości umie zrezygnować tylko w obecności 9-letniej córki sąsiadów, chorej na białaczkę Sexy (Swini Khara). Obiecuje jej z wypożyczalni „dorosłe” filmy, których mała, jak mówi, nie zdąży już potem zobaczyć. A ona pomaga mu zorientować się, co czuje i prowadząc z nim zbyt dojrzałe rozmowy, przekonuje do większej otwartości wobec ludzi.
Pewnego dnia jedna z klientek odsyła Zafrani Pulav, danie z Hajdarabadu uznając, że jest za słodkie. Urażony Buddhadev strofuje ostro klientkę oskarżając ją, że nie zna się na kuchni indyjskiej. Klientka bez słowa opuszcza restaurację. Następnego dnia przynosi mu prawidłowo przygotowane danie. Buddhadev chciałby ją przeprosić, ale nie umie. Szuka zgody proponując jej pożyczenie parasola. Zaczynają razem wędrować po Londynie, rozmawiać, przyjaźnić się. Mimo że Neena Verma (Tabu), inteligentna, czarująca kobieta z Delhi jest 30 lat młodsza od Buddhadeva, ten zaciekawia ją, pociąga. Para zakochuje się w sobie i pewnego dnia na przystanku on mówi do niej: „Małżeństwo jest ceną, jaką mężczyzna płaci ze seks. Seks jest ceną, jaką kobieta płaci za małżeństwo”. Następnie prosi ją o rękę. Jego matka jest zachwycona. Nie spodziewała się już zmiany w życiu swego syna. Mniej zachwycony okazuje się 6 lat młodszy od Buddhadeva ojciec Neeny (Paresh Rawal). Protestując przeciwko temu małżeństwu, bierze przykład ze swojego wzoru, Gandhiego. Rozpoczyna głodówkę.

## Obsada
- Amitabh Bachchan – Buddhadev Gupta
- Tabu – Nina Verma
- Paresh Rawal – Omprakash Verma
- Zohra Sehgal – matka Buddhadev Gupty
- Swini Khara – Sexy
- Vinay Jain – tata Sexy

## Piosenki
Twórcą muzyki jest Ilaiyaraaja z południowych Indii.
| # | Tytuł                | śpiewa                           | uwagi |
| - | -------------------- | -------------------------------- | --- |
| 1 | Cheeni Kum           | Shreya Ghoshal                   | adaptacja Mandram Vantha z tamilskiego filmu Mouna Raagam |
| 2 | Sooni Sooni          | Vijay Prakash                    | adaptacja Mandram Vantha z tamilskiego filmu Mouna Raagam |
| 3 | Baatein Mein         | Amitabh Bachchan, Shreya Ghoshal | adaptacja Kuzhaloodhum kannanukku z tamilskiego filmu Mella thirandhadhu kadhavu |
| 4 | Jaane Do             | Shreya Goshal                    | adaptacja Jotheyali Jothe Jotheyali z filmu w języku kannada, Geetha (1980). Późniejszą wersją tego samego jest Vizhiyile Undan vizhiyile z tamilskiego filmu Nooravadu Naal (1984) |
| 5 | Baatein Mein Without | Shreya Ghoshal                   | adaptacja Kuzhaloodhum kannanukku z tamilskiego filmu Mella thirandhadhu kadhavu |
| 6 | Theme Music          | różni                            | |
| 7 | na sachsofon melodia | różni                            | adaptacja En Iniya Pon z tamilskiego filmu Moodupani |